# The Giant Gila Monster
The Giant Gila Monster è un film del 1959 diretto da Ray Kellogg.
Questo film di serie B a basso budget ha come protagonisti Don Sullivan, un veterano di diversi film di mostri e zombi a basso budget, e Lisa Simone, la concorrente francese di Miss Universo del 1957, oltre al comico Shug Fisher e al disc jockey dell'emittente radiofonica KLIF Ken Knox. Gli effetti includevano una lucertola in rilievo messicana dal vivo (non un vero mostro di Gila) filmata su un modello di paesaggio in scala ridotta. Il film è considerato un classico di culto.
Una versione colorizzata del film venne distribuita nel 2007 in doppia programmazione con The Killer Shrews.

## Trama
Mentre si trovano in auto parcheggiata sul bordo di un burrone, Pat Wheeler e Liz Humphries vengono aggrediti da un gigantesco mostro di Gila che scaraventa l'auto nel burrone uccidendo la coppia sul colpo. Successivamente, alcuni amici della coppia decidono di assistere lo sceriffo locale nella sua ricerca degli adolescenti scomparsi. Chase Winstead, giovane meccanico e pilota di hot rod, individua l'auto precipitata nel burrone e trova le prove della lucertola gigante. Tuttavia, è solo quando il rettile affamato attacca un treno che le autorità si rendono conto di avere a che fare con una lucertola velenosa lunga circa 70 piedi. A questo punto, incoraggiata dai suoi attacchi e affamata di prede, la creatura attacca la città. Si dirige verso la sala da ballo locale, dove gli adolescenti della città si sono riuniti per ballare. Chase riempie il suo prezioso hot rod con nitroglicerina e lo fa scontrare con il mostro di Gila, uccidendo lucertola nell'esplosione e salvando eroicamente la città.

## Produzione
Girato vicino a Dallas, in Texas, il film ha avuto un budget di 175000 $ ed è stato prodotto dal proprietario della catena di cinema drive-in di Dallas Gordon McLendon che voleva lungometraggi per le sue principali attrazioni. McLendon ha girato il film back to back con The Killer Shrews. Entrambi i film sono stati celebrati come i primi lungometraggi girati e prodotti a Dallas, e i primi film sono stati presentati in anteprima in doppia programmazione. A differenza della maggior parte dei film in doppia programmazione usciti nel Sud, questi film hanno ricevuto una distribuzione nazionale e anche straniera.
In cambio degli effetti speciali, Kellogg è stato autorizzato a dirigere il film. Curtis ha permesso a Sullivan di scegliere le canzoni pensando al mercato degli adolescenti. Knox, che interpretava Horatio Alger "Steamroller" Smith, era un vero disc jockey che lavorava nelle stazioni radio del Texas di proprietà della McLendon. Il "mostro di Gila" nel film è in realtà una lucertola con perline messicana.

## Accoglienza
Sul suo sito web Fantastic Movie Musings and Ramblings Dave Sindelar ha dato al film una recensione positiva, scrivendo: "Qualunque siano i difetti della storia, mi trovo attratto dall'atmosfera regionale del film, e soprattutto dai simpatici personaggi che popolano questo ambiente... È raro che un film abbia così tanti personaggi simpatici, e penso che la ragione per cui guardo il film ancora e ancora è perché mi piace passare del tempo con loro". TV Guide ha assegnato al film 2 stelle su 5, definendolo "un mostro proiettato all'indietro semplicemente non mette il pubblico in uno stato di profonda paura, specialmente quando è una lucertola. Tuttavia, provoca risate incontrollate occasionali". Alan Jones di Radio Times ha assegnato al film 1 stelle su 5, definendolo "non intenzionalmente divertente piuttosto che spaventoso".

## Riferimenti nella cultura popolare
Il film è apparso in un episodio della quinta stagione di Cinema Insomnia e in uno della quarta stagione di Mystery Science Theater 3000.
Il mostro titolare del film è apparso nell'episodio "Freak Show" della serie d'animazione Godzilla: The Series.

## Remake
Nel 2012 ne è stato realizzato un remake televisivo intitolato Gila! e diretto da Jim Wynorski.